# Intervenção turca na Guerra Civil Síria
A intervenção turca na Guerra Civil Síria refere-se a uma série de operações militares terrestres e aéreas em território sírio realizadas pela Turquia desde 2011, intervindo diretamente no conflito sírio. Esta intervenção respondeu aos interesses turcos de depor o presidente sírio Bashar al-Assad prestando ajuda à oposição militar e evitar a criação de um Estado curdo independente na sua fronteira sul.
A Turquia está diplomática e militarmente envolvida na Guerra Civil Síria desde a sua eclosão em 2011. Inicialmente condenando o governo sírio pela repressão aos distúrbios civis durante a primavera de 2011, o envolvimento do governo turco evoluiu gradualmente para uma assistência militar ao Exército Livre Sírio em julho de 2011, confrontos nas fronteiras em 2012, e intervenções militares diretas em 2016-2017 (Operação Escudo do Eufrates), em 2018 (Operação Ramo de Oliveira)  e em 2019 (Operação Nascente de Paz).  As operações militares resultaram na ocupação turca do norte da Síria desde agosto de 2016. 

## Contexto

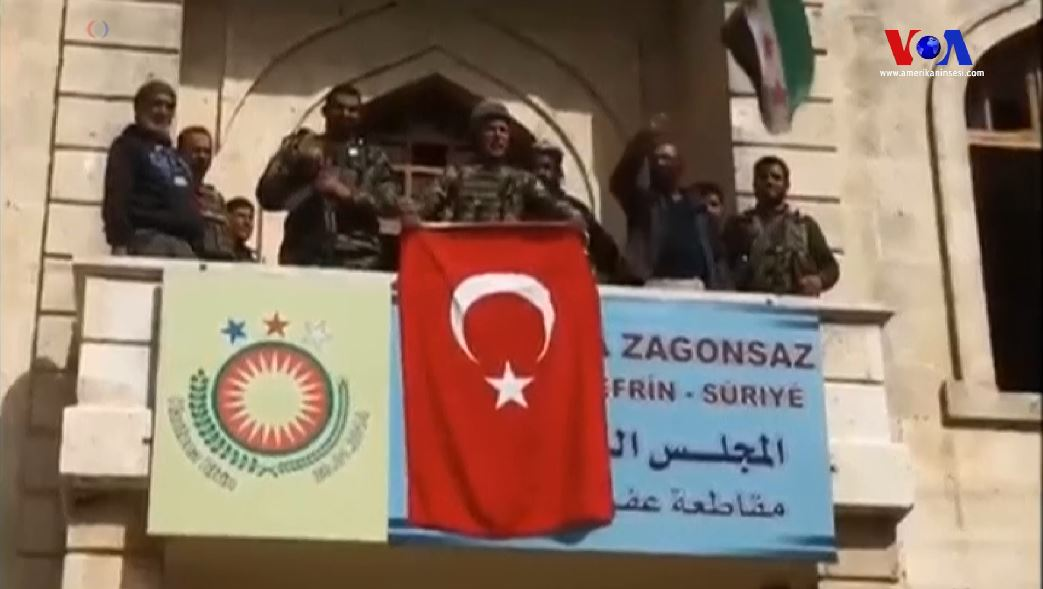
Militares turcos na cidade de Afrîn.

A Turquia, que teve uma relação relativamente amigável com a Síria na década anterior ao início da insurreição civil na Síria, na primavera de 2011, condenou o presidente sírio, Bashar al-Assad, pela violenta repressão aos protestos em 2011 e mais tarde, naquele ano, juntou-se a vários outros países exigindo sua renúncia. No início da Guerra Civil Síria, a Turquia treinou desertores do exército sírio em seu território e, em julho de 2011, um grupo deles anunciou o nascimento do Exército Sírio Livre, sob a supervisão da inteligência turca. Em outubro de 2011, a Turquia começou a abrigar o Exército Sírio Livre, oferecendo ao grupo uma zona segura e uma base de operações. Juntamente com a Arábia Saudita e o Catar, a Turquia também forneceu armas aos rebeldes e outros equipamentos militares. As tensões entre a Síria e a Turquia pioraram significativamente depois que as forças sírias derrubaram um jato de combate turco em junho de 2012, e os confrontos na fronteira eclodiram em outubro de 2012.
A Turquia também forneceu refúgio para dissidentes sírios. Ativistas da oposição síria se reuniram em Istambul em maio de 2011 para discutir uma mudança de regime, e a Turquia abriga o chefe do Exército Sírio Livre, o coronel Riad al-Asaad. A Turquia tornou-se cada vez mais hostil às políticas do governo de Assad e encorajou a reconciliação entre as facções dissidentes. O presidente turco, Recep Tayyip Erdoğan, tentou "cultivar uma relação favorável com qualquer governo que assuma o lugar de Assad."  A partir de maio de 2012, alguns combatentes da oposição síria começaram a ser armados e treinados pela Organização Nacional de Inteligência Turca.
Grupos de direitos humanos, incluindo o Observatório Sírio de Direitos Humanos e a Human Rights Watch, relataram que tropas turcas mataram centenas de civis fugitivos da guerra civil na Síria. Isto inclui 76 crianças e 38 mulheres mortas pelos guardas de fronteira turcos.